# Argyractoides leucogonialis
Argyractoides leucogonialis là một loài bướm đêm trong họ Crambidae.